# Libertador Hotel
El Libertador Hotel es un hotel que se encuentra en la esquina sudeste del cruce de la calle Maipú con la Avenida Córdoba, en el barrio de San Nicolás, ciudad de Buenos Aires, Argentina. Desde 2000 hasta 2019 fue administrado por Sheraton, retomando ahora su nombre original de Hotel Libertador. 

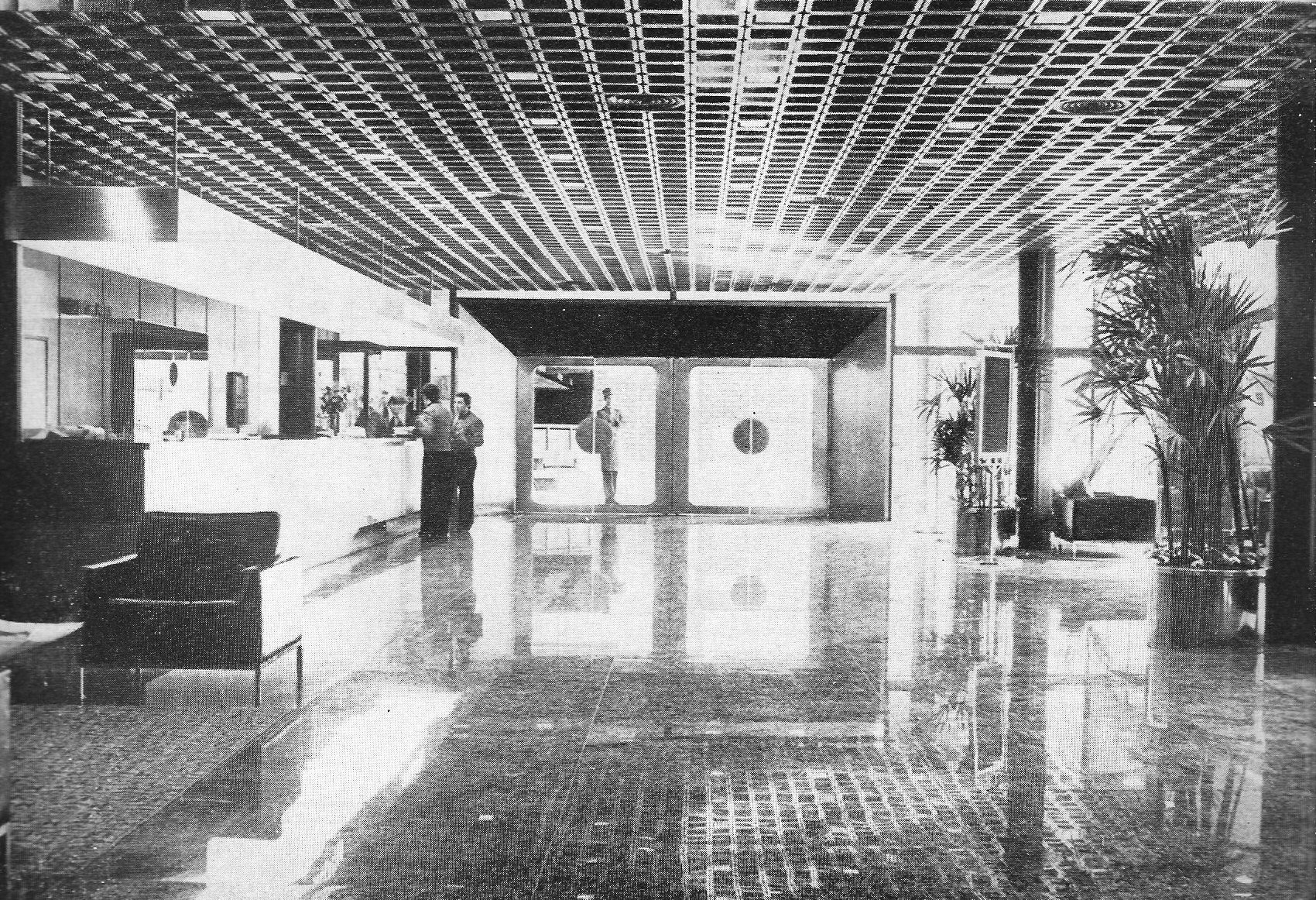
Aspecto original del hall, 1978

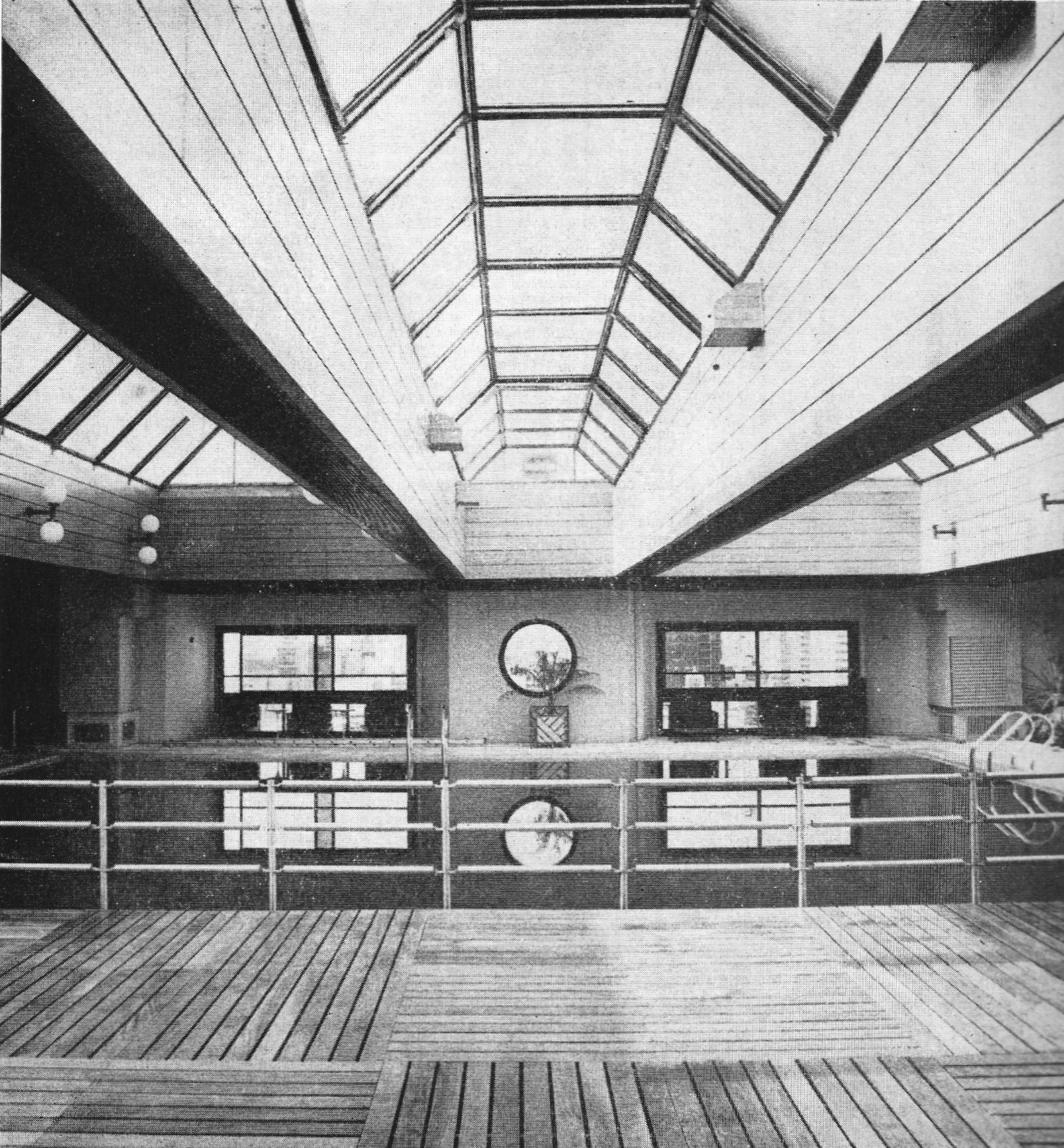
Piscina en el piso 22, 1978

El Hotel Libertador fue construido gracias a la iniciativa de Norberto Cafiero, por la empresa UR-CON S.A. Luego de la ley 17.752 de hotelería, se formó en 1973 la empresa Hoteles Argentinos SRL, con el objetivo de desarrollar una cadena argentina en este rubro. El proyecto del Libertador realizado en 1975 y pensado como el primero de esta serie de hoteles, perteneció al estudio de los arquitectos Santiago Sánchez Elía y Federico Peralta Ramos (SEPRA - SCA). El edificio fue terminado en 1977, preparado especialmente para alojar a los turistas que llegarían a Buenos Aires para presenciar el Mundial de Fútbol Argentina 1978.
Contó con un comienzo con 3 subsuelos, planta baja y 20 pisos, sumando 212 habitaciones y un salón de convenciones para 800 personas. El basamento que toma los primeros 3 niveles, encierra el salón de fiestas y sala de convenciones y remata con un restaurant que se extiende al exterior con una terraza. En el piso 22 se encuentran la piscina con solárium y el spa.
En 1987 el hotel fue comprado por el grupo Fiduc y pasó a ser explotado por la cadena Kempinski. En 1998 el hotel fue adquirido por IRSA, que vendió en marzo de 1999 el 20% del hotel a la cadena Sheraton. En mayo de ese año el Hotel Libertador comenzó a operar como Sheraton Libertador Hotel. En 31 de mayo de 2019 dejó de pertenecer a la cadena Sheraton, retomando su nombre original.
El hotel hospedó durante casi toda su campaña electoral del 2023, al presidente Javier Milei, hasta su mudanza a la Quinta de Olivos.